# Minutni volumen srca
Minutni volumen srca (oznaka MVS) je volumen krvi, ki jo prekat prečrpa v eni minuti. Podaja se v različnih enotah, na primer dm3/min (1 dm3 je enako 1000 cm3 ali 1 litru). Povprečen minutni volumen srca v mirovanju je 5,6 L/min pri moškem in 4,9 L/min pri ženski.

## Izračun
Minutni volumen srca (MVS) je odvisen od utripnega volumna (UV) in frekvence srčnega utripa (FSU):
MVS = UV × FSU
Pri tem pomeni utripni volumen krvi, ki jo prekat iztisne v eni sistoli.
Obstaja več kliničnih metod za določanje MVS, od invazivnih z intrakardialno katetrizacijo do neinvazivnih z merjenjem arterijskega pulza.

## Kliničen pomen
Vloga srca je transport krvi po telesu ter s tem dostavljanje kisika, hranil in drugih snovi celicam za zagotavljanje njihovega preživetja in ustreznega delovanja ter odstranjevanje celičnih odpadnih snovi. Srce izčrpa kri v arterije, ki pred tem pride vanj iz venskega sistema, zato količina krvi, ki iz ven pride v srce določa minutni volumen srca. Pri tem pa imajo pomembno vlogo potrebe celic po kisiku ter kapacitivnost arteriovenskega sistema. Če so potrebe telesa po kisiku povečane, se poveča dotok krvi po venah v srce. Žile po telesu uravnavajo dotok krvi v srce z aktivno dilatacijo in krčenjem ter s tem povečevanje oziroma zmanjševanjem upornosti.
Če se minutni volumen srca poveča pri netreniranem zdravem človeku, ima za to največji doprinos povišanje srčnega utripa. Tudi sprememba telesnega položaja, povečana dejavnost simpatičnega živčevja in zmanjšana dejavnost parasimpatičnega živčevja lahko povečajo minutni volumen srca. Frekvenca srčnega ritma lahko variira za faktor 3, med 60 in 180 udarci na minuto, minutni volumen pa med vrednostma 70 in 120 ml, torej le za faktor 1,7.
Parameter, povezan z utripnim volumnom, je iztisni delež, ki pomeni delež volumna, iztisnjenega iz levega prekata med kontrakcijo oziroma fazo iztisa srčnega cikla ali sistole glede na minutni volumen srca. Pred sistolo je levi prekat napolnjen s količino krvi, imenovano končni diastolični volumen (KDV). Med sistolo se levi prekat skrči in iztisne kri do minimalnega volumna, ki se imenuje končni sistolični volumen (KSV), saj se ne izprazni popolnoma. Iztisni delež je odvisen od končnega diastoličnega volumna v prekatu, ki je lahko spremenjen zaradi bolezni prekata in tako nenormalno dilatiran. Vendar pa lahko ostane minutni volumen srca konstanten kljub dilataciji levega prekata in moteni kontrakciji, in sicer zaradi kompenzacije s povečanim končnim diastoličnim volumnom.
Utripni volumen (UV) = KDV – KSV
Iztisni delež (ID) = (UV / KDV) × 100 %
Minutni volumen srca (MVS) = UV × FSU
Srčni indeks (SI) = MVS / površina telesa (PT) = UV × FSU/PT
FSU je frekvenca srčnega utripa, izražen na število udarcev na minuto
PT je površina telesa v kvadratnih metrih
Bolezni srčno-žilnega sistema, na primer visok krvni tlak in srčno popuščanje, so velikokrat povezane s spremembami v minutnem volumnu srca. Lahko pride do povečanja MVS, na primer pri okužbah in sepsi, ali do njegovega zmanjšanja, kot na primer pri kardiomiopatiji in srčnem popuščanju. Natančna določitev MVS je v klinični medicini pomembna za diagnisticiranje motnje in se uporablja pri odločanju za ustrezno obravnavo.